# 落葉植物

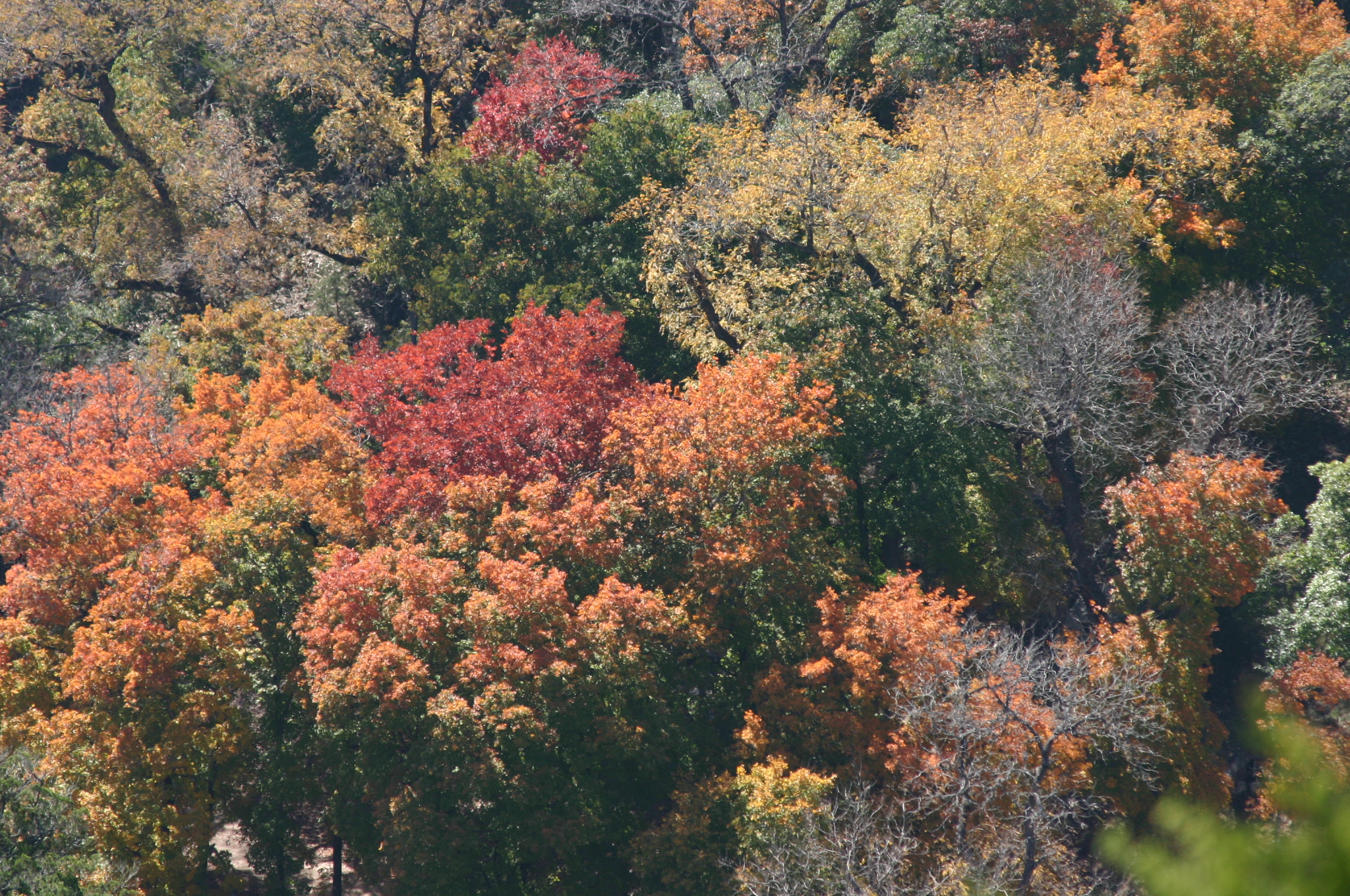
在秋冬季節時的一片落葉性森林

落葉植物，是植物學中一個常見名詞，與常綠植物相對，在一年中有一段時間葉片將完全脫落，枝幹將變得光禿禿的沒有葉子。落葉性出現的原因如季節及氣候有明顯關係。由於在秋冬季節溫度一般較低，氣候亦較乾旱及易有缺水情況，致使植物生長停止，葉全部脫落，於翌年再長出嫰葉。除了於熱帶及部分溫帶地區生長的物種較多為常綠性外，其餘植物皆為落葉性或半落葉性。半落葉性表示植物同樣受秋冬季節氣候影響導致生長抑緩，其葉則有部分脫落。
一般被子植物當中，具落葉性的植物較多，例如：楓、梧桐；半落葉性的例如：白蠟樹、烏桕。而裸子植物當中，松柏門只有落羽杉屬（Taxodium）、落葉松屬（Larix）、水杉屬（Metasequoia）和水松屬（Glyptostrobus）具落葉性；銀杏門的銀杏也是落葉樹。